# Le Miracle (film, 1913)
Pour les articles homonymes, voir Le Miracle.
Pour plus de détails, voir Fiche technique et Distribution.
Le Miracle (en suédois : Miraklet) est un film muet suédois, sorti en 1913 et dirigé par Victor Sjöström.

## Fiche technique
- Réalisateur : Victor Sjöström
- Scénario : Sven Elvestad et Martin Jørgensen, d'après Lourdes d'Émile Zola
- Production : AB Svenska Biografteatern

## Distribution
- Jenny Tschernichin-Larsson
- Clara Pontoppidan
- Carlo Wieth
- John Ekman
- Justus Hagman